# Oxtjärnen (Dorotea socken, Lappland, 716092-149165)
Oxtjärnen är en sjö i Dorotea kommun i Lappland och ingår i Ångermanälvens huvudavrinningsområde.